# Alberta Highway 58
Der Alberta Highway 58 befindet sich im Norden der kanadischen Provinz Alberta, er hat eine Länge von 325 km. Die Route ist im National Highway System zwischen dem westlichen Ende und dem Highway 88 als Northern Route geführt.

## Verlauf
Der Highway beginnt am Rainbow Lake Airport im Westen der Kleinstadt Rainbow Lake. Er führt von dort aus nach Osten, quert den Chinchaga River und gelangt nach High Level. Dort trifft die Route auf Highway 35, ein circa 1,5 km langes Teilstück führt gemeinsam durch die Stadt. Highway 58 verläuft weiterhin nach Osten, nördlich von Fort Vermilion zweigt der Highway 88 nach Süden hin ab. Der Highway endet dann am Rande des Wood Buffalo National Park, innerhalb des Parks wird er als Garden Road nach Garden River weitergeführt. Der gesamte Highway befindet sich somit innerhalb des Mackenzie Countys.